# Dysphania bernsteinii
Dysphania bernsteinii là một loài bướm đêm trong họ Geometridae.